# Schizocarphus nervosus
Schizocarphus nervosus là một loài thực vật có hoa trong họ Măng tây. Loài này được (Burch.) van der Merwe miêu tả khoa học đầu tiên năm 1943.